# Hans Christoph Kyrein
Johann „Hans“ Christoph Kyrein (* vor 1672 in Tölz, Kurfürstentum Bayern; † 1708 ebenda) organisierte als Bürgermeister von Tölz im Jahr 1705 die Erhebung der Oberländer.

## Leben und Wirken
Die wenigen biografischen Daten über Johann Christoph Kyrein stammen aus dem Werk Die Geschichte des Kalvarienberges zu Tölz und der Eremiten-Kongregation im Bistum Freising, das 1897 in Tölz erschien. Für dieses Buch, das er im Eigenverlag veröffentlichte, hatte der regionalgeschichtlich interessierte Chronist Michael Forner mehr als 3000 Urkunden ausgewertet. Forner erläutert anfangs, dass der Name Kyrein „zwar nicht deutsch, jedoch gut altbayerisch“ sei und im Volksmund für den heiligen Quirinus verwendet werde.
Johann Christoph Kyrein war ein Sohn von Franz Kyrein und Enkel von Johann Kyrein, der von 1646 bis 1669 Bürgermeister in Tölz war. Franz Kyrein, dessen Beruf nicht bekannt ist, starb früh nach nur acht Ehejahren und hinterließ seine Frau Anna (geb. Hafner) mit sechs minderjährigen Kindern. Die junge Witwe heiratete den Nachbarn Adam Winkler und gründete mit ihm eine neue Familie, in der Johann Christoph aufwuchs. Nach dem Tod seines Großvaters im Jahr 1672 erbte Johann Christoph zusammen mit drei Schwestern das großväterliche „Kyreinsche Haus“ in Tölz sowie die Hälfte seines Vermögens.
Ab 1703 hatte Johann Christoph Kyrein zusammen mit Johann Jäger, Adam Reiffenstuel und Franz Nikolaus Hörmann für vier Jahre das Bürgermeisteramt von Tölz inne.
Vor dem Marsch auf München im Jahr 1705 wies der Pflegskommissär Joseph Ferdinand Dänkel die vier Tölzer Bürgermeister an, 200 Mann aus Tölz für den Kampf zu stellen. Bürgermeister und Rat drohten daraufhin den Einwohnern mit dem Entzug der Bürgerrechte, sollten sie sich weigern, an dem Aufstand teilzunehmen.
Nach dem Zusammenbruch des bayerischen Volksaufstands (Sendlinger Mordweihnacht) verhaftete ein kaiserliches Kommando am 29. Januar 1706 Kyrein und die anderen Bürgermeister. Bürgermeister Johann Jäger wurde am 17. März 1706 hingerichtet.

Johann Christoph Kyrein starb im Jahr 1708 in Tölz. In seinem Sterbebuch finden sich folgende lobende Worte: 

„Ratsherr und kaiserlicher Beamter, ein Mann von tadellosem Lebenswandel, ein Muster der Tugenden, ein Beschützer der Gerechtigkeit, ein Gönner der Witwen und Waisen.“

## Nachkommen
Johann Christoph Kyrein war dreimal verheiratet und hatte 12 Kinder, von denen die meisten jung starben. Sein Sohn Franz von Paula war Lizenziat beider Rechte und war als Pfarrer in Königsdorf tätig. Sein Sohn Christoph Ignaz, Beamter und langjähriger Bürgermeister von Tölz von 1721 bis 1725 und von 1729 bis 1758, war laut Forner „unter allen seines Stammes und Namens der Angesehenste und Bedeutendste“.

## Gedenken
Im Münchner Stadtbezirk 6 Sendling (Untersendling) wurde 1906 die Kyreinstraße nach Johann Christoph Kyrein benannt. Auch in seinem Heimatort Bad Tölz gibt es eine Kyreinstraße und in Lenggries einen Kyreinweg.